# Paulo Leitão
Paulo Jorge Carvalho Leitão (9 de março de 1980) é um deputado e político português. Ele é deputado à Assembleia da República na XIV legislatura pelo Partido Social Democrata. Tem uma licenciatura em Engenharia Civil.